# Institution Jean-Paul-II
Pour les articles homonymes, voir Jean-Paul II (homonymie).
L'Institution Jean-Paul II de Rouen est un établissement scolaire, en centre-ville de Rouen, regroupant une école maternelle et élémentaire, un collège, un lycée d'enseignement général et technologique, et un Post-Bac (BTS et Classes Préparatoires) : JP2Sup.
Ce site est desservi par la station de métro : Beauvoisine, et se situe à 5 min à pied de la Gare Rouen RD.

## Historique

### L’École Beauvoisine
L’école Beauvoisine tient son origine dans la création d’un pensionnat de jeunes filles, sur un site appartenant à des Bénédictines, en 1643. Si, à la Révolution, le monastère et le pensionnat sont confisqués, la réouverture de ce dernier ne se fera qu’en 1860, par les sœurs de la Miséricorde, remplacées, en 1915, par les Sœurs du Sacré-Cœur de Jésus.

### Le Collège Bellefonds
Le collège Bellefonds remonte à la création, en 1830, d’un pensionnat de garçons, par un certain M. Carel, dans les locaux d’un monastère fondé par Mme de Bellefonds. En 1862, les Frères des Écoles Chrétiennes prennent la direction de l’Établissement. En 1977, celui-ci passe sous tutelle diocésaine ; la direction est désormais assurée par un laïc. Il était situé rue Beauvoisine à l'emplacement du prieuré de Bellefonds. Ce collège avait pour particularité d'être composé de petits effectifs, avantage de ce collège très apprécié par les parents.

### L'Institution Join-Lambert
L'institution Join-Lambert est fondée en 1843 à Bonsecours, par l'abbé Joseph-Hippolyte Join-Lambert (1812-1857). Elle est transférée à Bois-Guillaume dès 1846, puis à Rouen en 1899 dans les locaux qu'elle occupe aujourd'hui, rue de l'Avalasse. Elle fut le principal collège catholique dans le diocèse de Rouen avec celui d'Yvetot.
Dans la cour d'honneur se trouve une statue en bronze du fondateur due au sculpteur rouennais Alphonse Guilloux (1852-1939).

### L'Institution Jean-Paul II
L'Institution Jean-Paul II est issue de la fusion au 1er septembre 2009 entre l'école Beauvoisine, le collège Bellefonds et l'institution Join-Lambert. L'inauguration officielle a eu lieu le 8 décembre 2009.
L'Institution Jean-Paul II a reçu le prix Ecclesia 2012 de l'Innovation éducative en 2012. 

## Classement du Lycée
En 2017, le lycée se classe second ou premier sur 48 au niveau départemental quant à la qualité d'enseignement. Le classement s'établit sur trois critères : le taux de réussite au bac, la proportion d'élèves de première qui obtient le baccalauréat en ayant fait les deux dernières années de leur scolarité dans l'établissement, et la valeur ajoutée (calculée à partir de l'origine sociale des élèves, de leur âge et de leurs résultats au diplôme national du brevet).

## Composition
L'Institution Jean-Paul-II comprend, depuis le 1er septembre 2009 :
- au 39, rue de l'Avalasse :
  - une école (maternelle et primaire) de 250 élèves ;
  - un collège de 16 classes pour 500 élèves et une segpa de 4 classes pour 35 élèves ;
  - un lycée de 15 classes pour 500 élèves ;
- et au 48, rue du Champ-des-Oiseaux :
  - les classes préparatoires du post-bac JP2Sup, avec 150 étudiants.

## Anciens élèves
- Jean-Jacques Antier
- Albert Beaucamp
- Jacques Bénet
- Victor Boucher (école Bellefonds)
- Jacques Chastellain
- Pierre Chirol
- Maurice Desrez
- Louis Dubreuil
- Jacques Hébertot
- Dominique Lebrun (Mgr) (école Beauvoisine)
- Bernard Lefebvre
- Jacques Nobécourt
- Pierre Segrétain
- René Stackler
- Bernard Tissot